# 글래스 하우스 (2001년 영화)
글래스 하우스(The Glass House)는 미국에서 제작된 다니엘 색하임 감독의 2001년 스릴러 영화이다. 릴리 소비에스키 등이 주연으로 출연하였고 닐 H. 모리츠 등이 제작에 참여하였다.

## 출연

### 주연
- 릴리 소비에스키
- 다이안 레인
- 스텔란 스카스가드
- 브루스 던
- 케시 베이커
- 트레버 모간
- 크리스 노스
- 마이클 오키프
- 리타 윌슨

### 조연
- 게빈 오코너
- 비토 루기니스
- 칼리 포프
- 차이나 샤버스
- 아그네스 브루크너
- 마이클 폴 챈
- 폴 튜어피
- 레이첼 윌슨

## 제작진
- 공동제작: 헤더 지겐
- 미술: 존 게리 스틸
- 의상: 크리시 카르보니데스 뒤셴코
- 배역: 펠리시아 파사노
- 배역: 베티 매
- 배역: 앤 맥카시
- 배역: 마리 베뉴